# Günter Sawitzki
Günter Sawitzki (Herne, 22 novembre 1932 – 14 dicembre 2020) è stato un calciatore tedesco, di ruolo portiere.

## Carriera
Vinse una Coppa di Germania nel 1958 con lo Stoccarda.

## Palmarès

### Club

#### Competizioni nazionali
- Coppa di Germania: 1

Stoccarda: 1957-1958